# النشال (مسلسل)
سهرة تلفزيونية أنتجت وعرضت عام 1970، من بطولة عادل إمام ومحسن سرحان ويوسف شعبان وإخراج حلمي رفلة. 
تدور حول النشال سلامة (عادل إمام) الذي يكتشف وقوع جريمة قتل لإحدى السيدات التي قام بنشل محفظتها سابقا، ووجود مكافأة مالية للإدلاء بأي معلومات فيقرر استغلال الموقف والبحث عن القاتل مجدي (يوسف شعبان) ويبتزه؛ ولكنه يقع في شر أعماله حيث يتم القبض عليه هو الأخر بتهمة السرقة ويلقى في السجن.

## بطولة
- محسن سرحان: (حشمت)
- عادل إمام:(سلامة)
- فايزة فؤاد: (نوال)
- يوسف شعبان: (مجدي)
- رجاء يوسف: (عنايات)
- كمال الزيني:(محقق الشرطة)
- روحية جمال
- عبد الغني النجدي
- علي كامل
- محمود الكاتب
- عبد البديع حسب النبي